# Клитија
Клитија (грч. Κλυτία) је у грчкој митологији била нимфа, кћер Океана и Тетије. Њено име се налази на дугачкој листи Океанида Хесиодове теогоније.

## Митологија
Клитија је била Хелијева љубавница све док се он није заљубио у Леукотоју. Мучена љубомором, Клитија је обавестила Леукотојиног оца Орхама о кћеркином преступу. Орхам је сурово казнио своје дете и живу је закопао. Иако је уклонила супарницу, Клитија није успела да поврати љубав бога Сунца. Згрожен њеним поступком, више није желео ни да је погледа. Несрећна Клитија је девет дана и ноћи укопана стајала у месту, лице непрекидно окрећући ка Сунцу све док јој се тело није преобразило у биљку сунцокрет.

## Друге личности
- Према Хесиодовој теогонији, још једна Океанида.[2]
- Према Паусанији, Пандарејева кћерка. Пошто је Зевс убио Пандареја, она и њене сестре су остале саме на свету. Богиње су се зато сажалиле на њих и Афродита их је хранила млеком, медом и вином, Хера их је обдарила лепотом и разумевањем за сав женски свет, Артемида им је дала достојанство, а Атена таленат за уметност. Међутим, када је Афродита отишла на Олимп како би уговорила достојно венчање за своје штићенице, уграбиле су их харпије. Полигнот их је приказао на лесхи на Делфима како играју коцкице, украшене венцима од цвећа.[3]
- Према Аполодору, Фениксова љубавница.[2]
- Једна од могућих Танталових супруга.[4]